# Maríana de Paredes y Flores
María Ana de Paredes Flores y Jaramillo, en religion Mariana de Jésus, surnommée Lys de Quito, née à Quito (Équateur) le 31 octobre 1618 et morte le 26 mai 1645 dans la même ville, est une femme équatorienne appartenant au Tiers-Ordre franciscain. Vivant en ermite au domicile de sa sœur, elle offre sa vie pour la protection et le salut des habitants de Quito, lors d’un tremblement de terre. Elle meurt peu après. Selon les nombreux témoins sous serment, sa seule nourriture était l'Eucharistie.
Béatifiée en 1853 par Pie IX, Mariana de Jésus est canonisée le 9 juillet 1950 par Pie XII. Liturgiquement commémorée le 26 mai, elle est également la sainte patronne de l’Équateur.

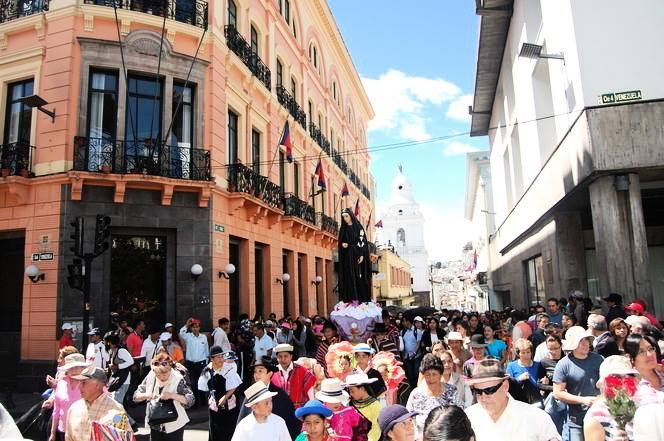
Habitants venus pour la commémoration de la Sainte Mariana à Quito en 2016.

## Biographie
De famille aristocratique, Mariana nait le 31 octobre 1618 à Quito, alors ville centrale de l'Audience royale éponyme appartenant au district administratif de la Vice-royauté du Pérou (aujourd’hui l’Équateur). Dernière d'une fratrie de huit enfants, elle se retrouve orpheline et se voit éduquer par sa sœur ainée et son mari.
Très tôt dans sa jeunesse, Mariana donne des signes de profonde piété et de dévotion religieuse. Son amour pour Dieu et son attachement pour la Vierge Marie la portent à faire dès l’âge de 10 ans des vœux privés de pauvreté, chasteté et obéissance. Elle souhaite entrer dans un couvent de religieuses dominicaines. Comme ce souhait ne peut se réaliser elle s’aménage un ermitage personnel au domicile de sa sœur, où elle peut s’adonner dans la discrétion à de sévères mortifications : elle se nourrit à peine et ne dort que trois heures la nuit, passant une grande partie du temps en prière. On lui attribue également des dons de prophéties. « L’Eucharistie reçue quotidiennement est sa nourriture », jurèrent des témoins assermentés.
Se plaçant sous la direction spirituelle des Jésuites, elle adopte le nom de Mariana de Jésus, et se fait membre du Tiers-Ordre franciscain en 1639.
En 1645 la ville de Quito est dévastée par un violent tremblement de terre, qui est suivi d’une grave épidémie. Mariana de Jésus offre publiquement sa vie à Dieu comme victime réparatrice pour les péchés de la ville et de ses habitants. Elle meurt peu après, le 26 mai 1645, alors que l’épidémie prend fin. Dès après sa mort les habitants de Quito lui expriment leur reconnaissance et lui vouent une grande dévotion. Il est raconté que, de son corps sans vie s’est élevé un lys de grande blancheur. Ce qui lui vaut l'appellation de "Lys de Quito".

## Reconnaissance publique et vénération
Le sarcophage contenant son corps se trouve dans l’église de la Compagnie de Quito et attire de nombreux pèlerins. La république d’Équateur l’a déclarée sainte patronne nationale du pays, et plusieurs fois des timbres furent émis en son honneur : en 1946 (troisième centenaire de son décès), 1952 (canonisation) et 1977 (le "Lys de Quito").
En 1873, Mercedes de Jesús Molina (1828-1883) fonde un institut religieux qu'elle place sous sa protection : les Sœurs de sainte Marianne de Jésus.
Béatifiée le 20 novembre 1853 par Pie IX, Mariana de Jésus est canonisée par Pie XII le 9 juillet 1950. Liturgiquement elle est commémorée le 26 mai de chaque année.